# Zamek Kost
Zamek Kost – jedna z najpotężniejszych twierdz gotyckich w północnej części Czech, w kraju hradeckim, w tzw. Czeskim Raju.

## Historia
Pierwsze informacje o zamku Kost pojawiły się w 1349 roku. Wówczas właścicielem był Benesz z rodziny Vartemberk. Po jego śmierci w 1360 roku nowym gospodarzem twierdzy został syn Benesza, Piotr Vartemberk. Zamek był już otoczony fosą, a przez kolejne 10 lat nowy właściciel rozbudował go. Prace te możliwe były dzięki wypłacie, jaką Piotr Vartemberk otrzymał za służbę od cesarza Karola IV. w 1412 roku na zamku powstała kaplica. W 1413 roku zamek stał się własnością Macieja z rodziny Hazemburk i wówczas ponownie został powiększony. Do 1497 roku pozostawał w rękach kolejnych przedstawicieli rodu Hazemburk, kiedy to majątek wykupił Jan Šelemberk, najwyższy kanclerz Królestwa Czech. Twierdza została zmodernizowana i kolejny już raz powiększona. W latach 1524-1556 Kost należał do rodziny von Biberstein, a potem przeszedł w ręce rodziny Lobkowiczów. W 1550 roku Krzysztof Lobkowicz poślubił Annę Biberstein i po jej śmierci odziedziczył majątek. W tym czasie założono stawy hodowlane, zmodernizowano zamek i ukończono budowę browaru. Zamek, z dwuletnią przerwą, należał do Lobkowiczów, kiedy to w 1637 roku został sprzedany Hermanowi Czernin z Chudenic. W czasie wojny trzydziestoletniej zamek w roku 1639 został zajęty przez wojska szwedzkie, lecz w roku 1640 został odzyskany przez wojska cesarskie. W latach 1738-1894 Kost był własnością rodziny Netolickich, a następnie przeszedł w posiadanie spadkobierców - dal Borgo Netolickich. W 1948 roku majątek został skonfiskowany przez ówczesny rząd, lecz w 1993 roku powrócił w posiadanie przedstawicieli tego rodu.
Obecnie zamek jest udostępniony zwiedzającym.

## Architektura i wnętrze zamku
Dominującą częścią warowni jest tzw. Biała Wieża – której podstawę tworzy nieregularny czworokąt, co pozwala z jednego miejsca dostrzec jednocześnie wszystkie jego cztery rogi. Najstarszą częścią zamku jest Stary Pałac oraz Czerwona Wieża, w której znajduje się zamkowa kaplica. Zamek Kost składa się z podgrodzia i zamku właściwego. Do przedgrodzia po północnej stronie zamku wchodzi się bądź od zachodu sklepionym przejazdem w starym budynku, lub od wschodu, gdzie po bramie, pozostały ruiny. Na przedgrodziu znajdują się budynki gospodarcze oraz browar z resztkami rustyki i napisem na tablicy mówiącej, że powstał za pana Krzysztofa z Lobkovic w 1576 roku. Przed browarem, przy barokowej figurze św.Jana Nepomucena, odchodzi droga pomiędzy wysokim tarasem a murami w kierunku pierwszej bramy, z której opuszczany był most zwodzony przez fosę (zastąpiony obecnie mostem drewnianym). Prosta brama sklepiona półkoliście jest wbudowana do podłużnego, wysokiego budynku z mieszkaniami i kancelariami. Z rogu tej budowli występuje okrągła wieża ze stożkowym dachem na lewo od bramy. Wieża była niegdyś wyższa, później została częściowo obniżona. Przejazdem (jest w nim mieszkanie kasztelana), skręcającym na prawo, dostajemy się na wąski plac, zamknięty po lewej stronie murem obronnym z blankami, a po prawej szopą. Otwiera się stąd piękny widok na zamek. Nad skalną rozpadliną prowadzi kamienny most do drugiej ostrołukowej bramy ze starym blankiem. Przez bramę wychodzimy na plac zamknięty na prawo pałacem (połączony z nią okrągłą wieżą obronną), a na lewo - wąskim wielkopańskim domem z XVI wieku z rustyką. Nad jego wejściem znajduje się gmerk Bibrštejnów z datą 1545 rok. Na końcu podwórza znajduje się trzecia brama, prowadząca na wielki dziedziniec, który zwężając się otacza cały górny zamek. Przy kaplicy znajduje się na nim kamienny stół. Przez czwartą bramę wchodzi się na wewnętrzne podwórze. Od bramy na prawo wznosi się stary pałac z potrójnym wejściem (jedno jest zamurowane). Na górze znajduje się murowany gmerk šelmberski, zdobiony arabeskami. Od bramy na lewo znajduje się kaplica św. Anny z XV wieku ze sklepieniem z przełomu XVI i XVII wieku. Gotyckie drzwi obite są żelaznymi płytami i ozdobione metalowymi lwimi głowami W oknach znajdują się cenne malowidła (częściowo zniszczone), obrazujące Madonnę i św. Jerzego. Podwórze zamyka wielka wieża na planie trapezu. Wchodzi się do niej z murów obronnych, jakie przylegają do jej obu stron. W przyziemiu znajdują się dwie piwnice o sklepieniu krzyżowym, z różą na zworniku. Na pierwszym piętrze jest piwnica o sklepieniu krzyżowym, na drugim izba z wąskimi oknami i dawne wejście, na trzecim ciemne pomieszczenie, na czwartym kroksztyny (wsporniki), w patio znajduje się 5 okien sklepionych półkoliście, w rogu natomiast piec gotycki.